# Protoptila ternacia
Protoptila ternacia là một loài Trichoptera trong họ Glossosomatidae. Chúng phân bố ở vùng Tân nhiệt đới.